# Ustrzyki Górne
Ustrzyki Górne ist ein Dorf in der Gemeinde Lutowiska in der Woiwodschaft Karpatenvorland in Polen. Es verfügt über mehrere Unterkünfte für Wandertouristen.

## Lage
Der Ort liegt 17 Kilometer südlich von Lutowiska und 37 Kilometer südlich von Ustrzyki Dolne an der Regionalstraße (droga wojewódzka) Nr. 897. Die nächsten Orte im Westen sind Wetlina in 16 Kilometern Entfernung, Smerek und Cisna. Ustrzyki Górne liegt im Bieszczady-Nationalpark, die Verwaltung dieses Nationalparks hat hier ihren Sitz.

## Persönlichkeiten
- Chaim Yisroel Eiss (1876–1943), lebte ab 1900 in der Schweiz, organisierte gefälschte Pässe zur Rettung von Juden im Holocaust